# 御临镇
御临镇，是中華人民共和國四川省鄰水縣下辖的一个乡镇级行政单位。

## 行政区划
御临镇下辖以下地区：
御臨街社區、沙石村、雷公村、回龍村、中莊村、關堰村、滑灘村、小石村、楊家岩村、三星村、石子村、石龍村、長嶺村、南海村、茅白村、礞石村、響水村、高穴村、文武村。